# Wakulla County
Wakulla County is een county in de Amerikaanse staat Florida.
De county heeft een landoppervlakte van 1.571 km² en telt 22.863 inwoners (volkstelling 2000). De hoofdplaats is Crawfordville.

## Bevolkingsontwikkeling

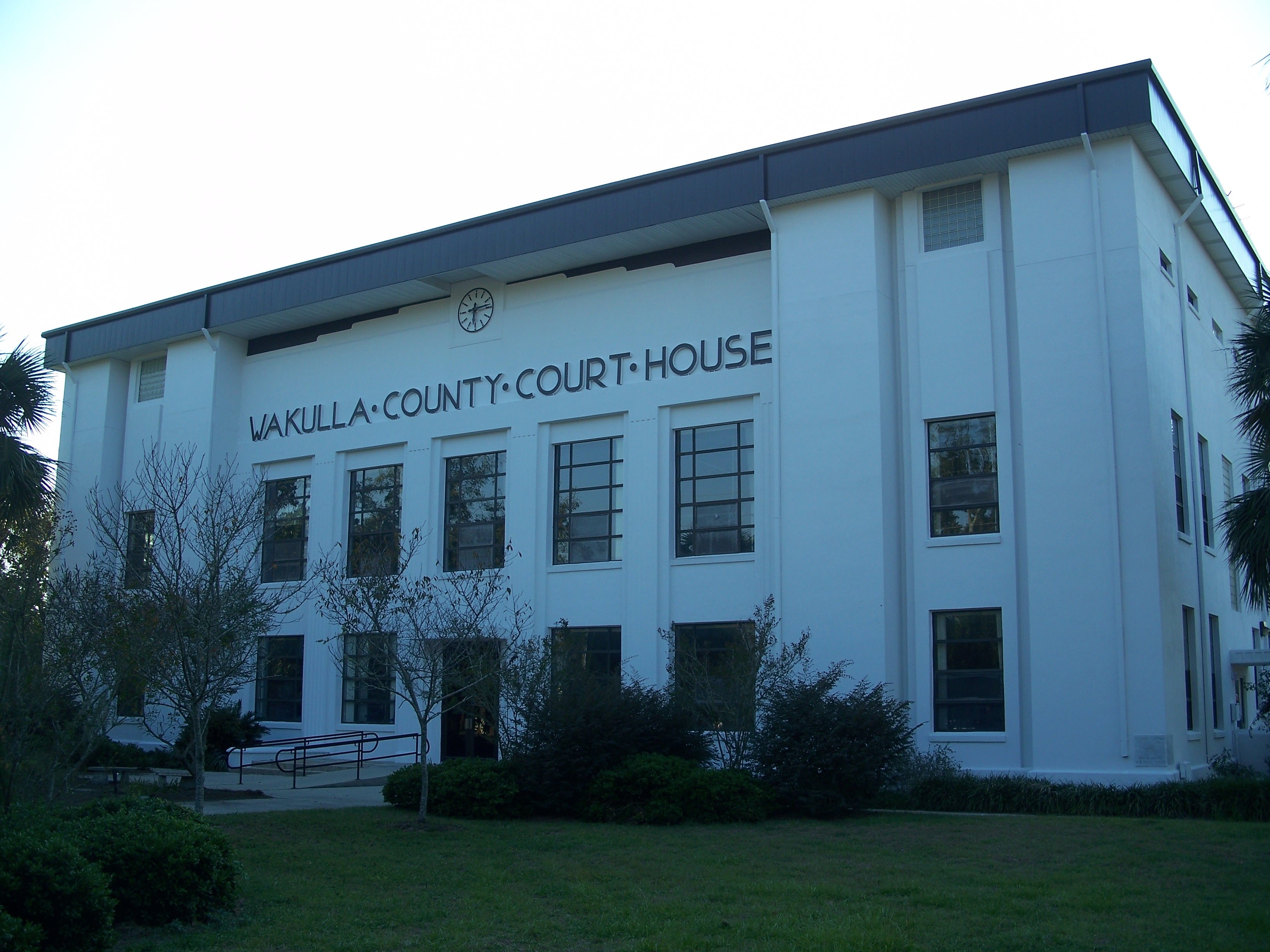
Wakulla County Courthouse